# 法治村

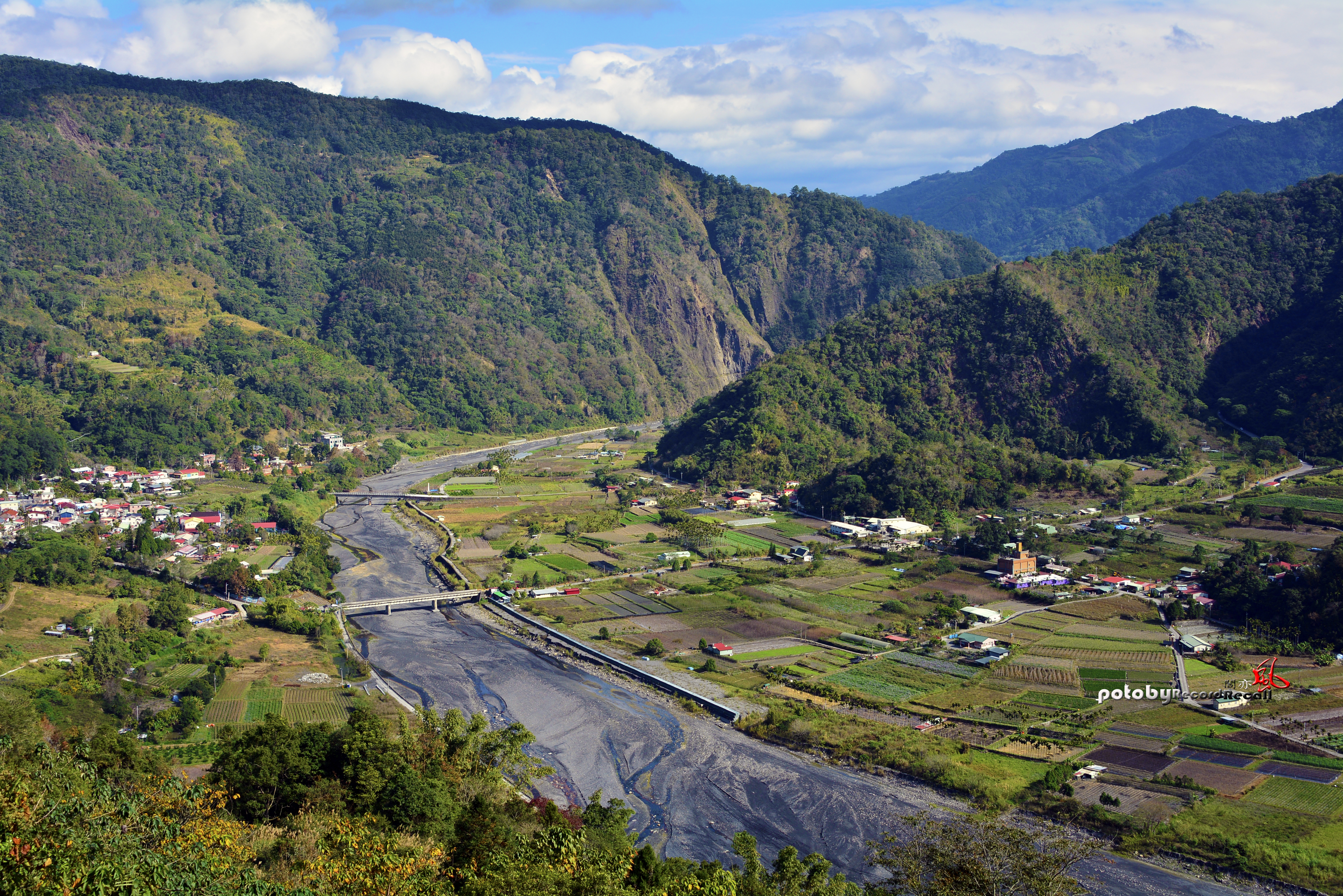
法治村武界部落

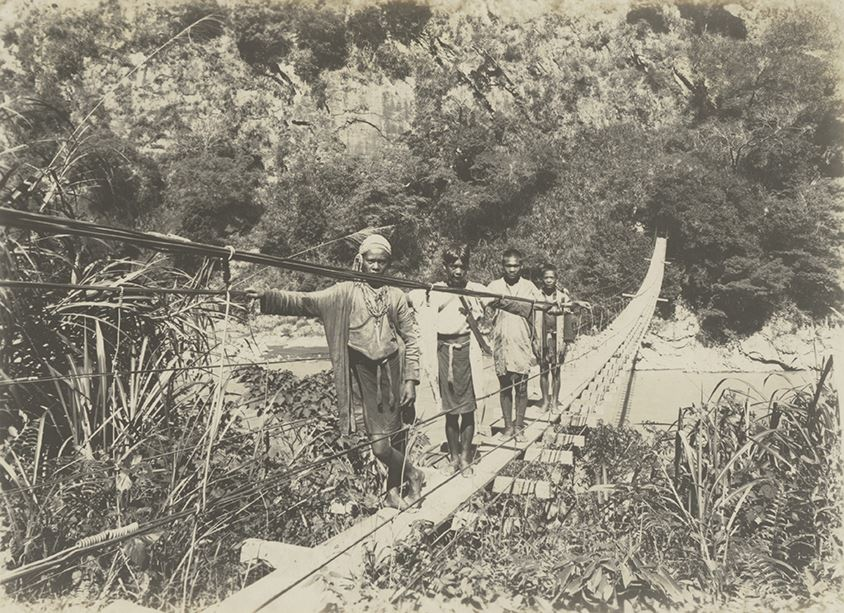
過坑至武界途中跨越濁水溪的鐵線橋（《臺灣寫真大觀：山岳編》，1934年）

法治村，是臺灣南投縣仁愛鄉的一個村，位於該鄉南部濁水溪流域，東北依萬豐村與親愛村，西北接中正村，南鄰信義鄉。村內有武界（武改）等聚落，居民以布農族卓社群為主。

## 交通動線
- 投83線
- 投71線（武界橋）

## 設施與景點

### 武界
| - 真耶穌教會臺灣總會西區辦事處武界教會 - 臺灣基督長老教會中布中會武界教會 - 武界吊橋 | - 南投縣政府警察局仁愛分局武界派出所 - 南投縣立法治國民小學 - 卓社隧道 - 武界引水道（新武界隧道過河段拱橋） |

## 自然景觀
| - 濁水溪（良久瀑布） - 栗栖溪 - 卡社溪（鄰近原バナバナン社、アサンライガウ社與ヒイラウ社） - 武界水庫 - 一線天峽谷（栗栖溪注入濁水溪的匯流處） | - 武界山 - 久久巢山 - 干卓萬山 - 卓社山 - 卓社大山 - 冠山 |